# 411 a. C.
El año 411 a. C. fue un año del calendario romano prejuliano. En el Imperio romano se conocía como el Año del Consulado de Mugilano y Rutilo (o menos frecuentemente, año 343 Ab urbe condita).

## Acontecimientos
- Revolución oligárquica en Atenas: gobierno de Los Cuatrocientos, de breve duración.

## Nacimientos
- Timoleón, político y estadista griego (m. 337 a. C.)

## Fallecimientos
- Antifonte de Atenas, orador griego (n. 480 a. C.)
- Eupolis, escritor griego (n. 446 a. C.)

## Arte y literatura
- Aristófanes, autor de comedias ateniense, representa Lisístrata.